# 草地村
草地村（くさじむら）は、大分県西国東郡にあった村。現在の豊後高田市の一部にあたる。

## 地理
国東半島西部の基部に位置していた。
- 河川：赤坂川、広瀬川[2]

## 歴史
- 1889年（明治22年）4月1日、町村制の施行により、西国東郡草地村が単独で村制施行し、草地村が発足[1][2]。
- 1951年（昭和26年）4月1日、西国東郡高田町、河内村、西都甲村、東都甲村と合併し高田町が存続して廃止された[1][2]。

## 産業
- 農業、畜産[2]